# Bouxurulles
Bouxurulles ([buksyˈʁyl] ) ist eine französische Gemeinde mit 178 Einwohnern (Stand 1. Januar 2022) im Département Vosges in der Region Grand Est (bis 2015 Lothringen). Sie gehört zum Arrondissement Neufchâteau (bis 2024 Épinal) und ist Mitglied im Gemeindeverband Communauté de communes de Mirecourt Dompaire. Die Bewohner werden Bouxurullois und Bouxurulloises genannt.

## Geografie
Die Gemeinde Bouxurulles liegt etwa 25 Kilometer nordwestlich von Épinal am Rulle, einem Nebenfluss des Colon. Umgeben wird Bouxurulles von den Nachbargemeinden  Rugney im Norden und Nordosten, Ubexy im Osten, Rapey im Südosten, Jorxey im Süden, Avillers im Südwesten, Gircourt-lès-Viéville im Westen sowie Savigny im Nordwesten.

## Bevölkerungsentwicklung
| Jahr                       | 1962 | 1968 | 1975 | 1982 | 1990 | 1999 | 2004 | 2009 | 2020 |
| -------------------------- | ---- | ---- | ---- | ---- | ---- | ---- | ---- | ---- | ---- |
| Einwohner                  | 153  | 151  | 106  | 105  | 124  | 149  | 153  | 149  | 176  |
| Quellen: Cassini und INSEE |      |      |      |      |      |      |      |      |      |

## Sehenswürdigkeiten

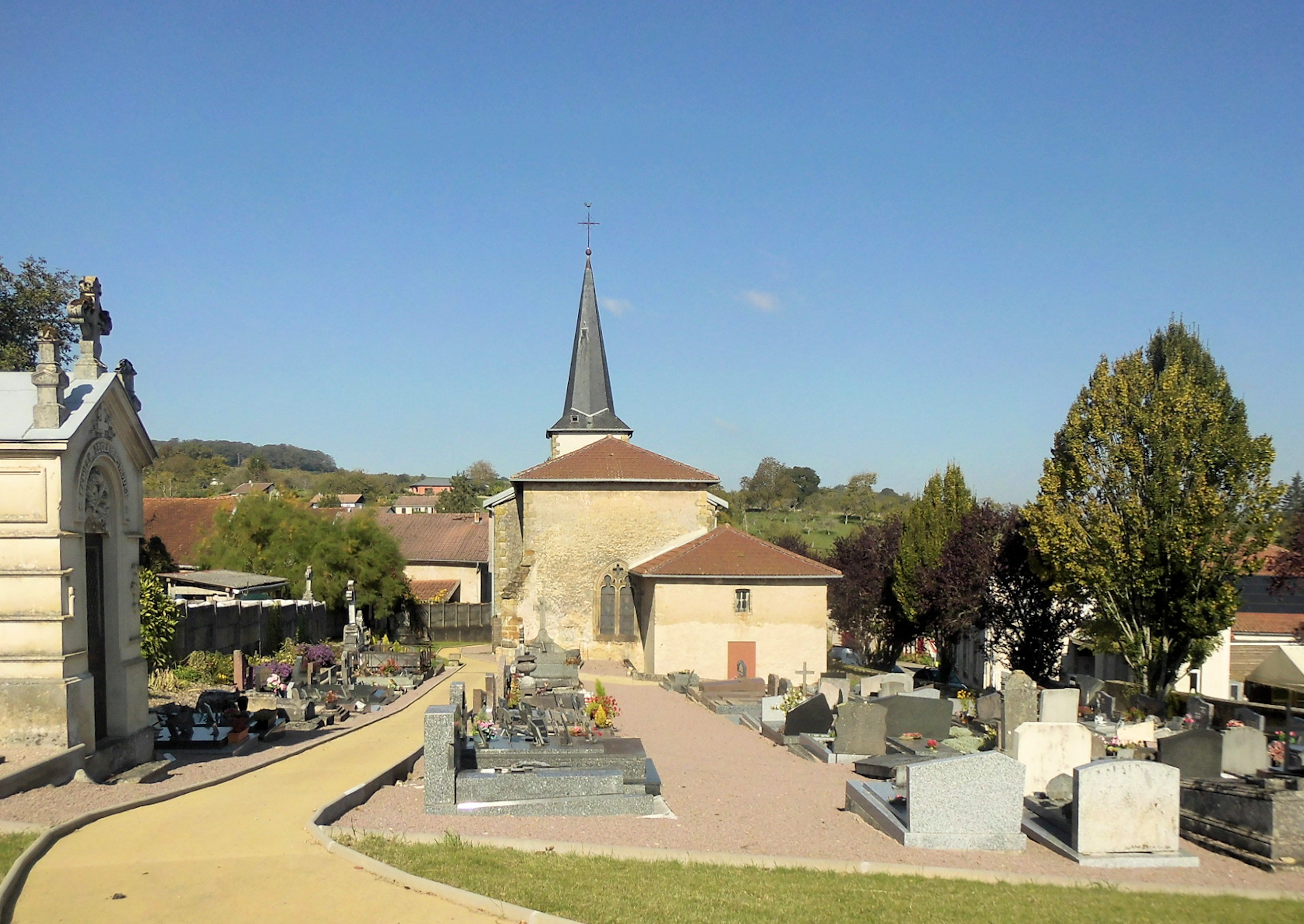
Kirche Saint-Maur
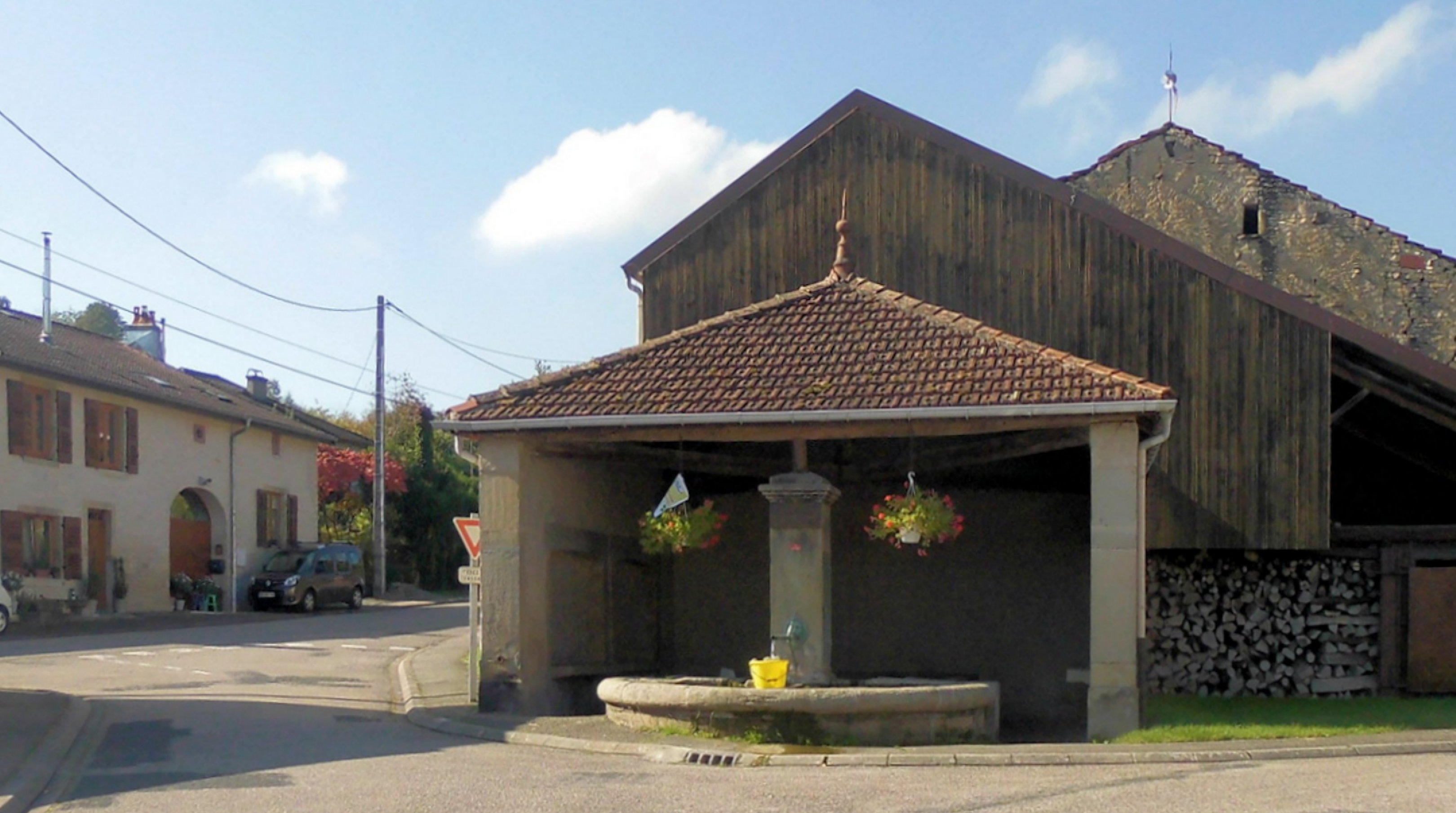
Lavoir

- Kirche Saint-Maur
- Lavoir